# Lenovo Tab M8
Lenovo Tab M8 — планшет компанії Lenovo початкового рівня, представлений у вересні 2019 року разом з іншим планшетом з цієї лінійки Lenovo Tab M7.
У жовтні 2019 року розпочався світовий продаж пристрою у двох модифікаціях -  Lenovo Tab M8 (HD) та Lenovo Tab M8 (FHD).
Планшет Lenovo Tab M8 від початку продавався із вбудованим режимом Kids Mode 3.0 (дитячий розвивальний контент та батьківський контроль).

## Зовнішній вигляд
Задня частина корпуса Lenovo Tab M8 виконана з металу. Екран, що займає 76.5% площі передньої панелі пристрою, знаходиться у пластиковій рамці. 
Кнопки керування розташовані у бічних частинах планшету: ліва має роз'єм для карти пам'яті,  права - кнопка регулювання гучності та кнопка включення, верхня - динамік та роз'єм для навушників, нижня - роз'єм microUSB та мікрофон.
Lenovo Tab M8 представлений у двох кольорах - платиновий (Platinum Grey) та сірий (Iron Grey).

## Апаратне забезпечення
Процесори пристроїв відрізняються в залежності від моделі:
- Lenovo Tab M8 (HD) працює на базі чотириядерного процесора Mediatek Helio A22 з чотирма ядрами Cortex-A53 з частотою 2,0 Ггц.
- Lenovo Tab M8 (FHD) має восьмиядерний процесор Mediatek Helio P22T з восьмими ядрами Cortex-A53 з частотою 2,3 Ггц.

Графічне ядро - PowerVR GE8320.
Внутрішня пам'ять Lenovo Tab M8 становить 16 ГБ або 32 ГБ.
Оперативна пам'ять — 2 ГБ або 3 Гб відповідно.
Пам'ять можна розширити завдяки microSD карті пам'яті.
Планшет має незнімний Li-Pol акумулятор у Lenovo Tab M8 (HD) місткістю 5000 мА/г, у Lenovo Tab M8 (FHD) - 5100 мА/г.

## Програмне забезпечення
Lenovo Tab M8 працює на операційній системі Android 9.0 (Pie) з графічною оболонкою eMMC 5.1.
Підтримує такі стандарти зв'язку: 2G GSM, 3G WCDMA, 4G LTE.
Бездротові інтерфейси: WiFi 802.11 a/b/g/n/ac, dual-band, Wi-Fi Direct, точка доступу, Bluetooth 5.0, A2DP, LE. 
Планшет підтримує навігаційні системи: GPS, A-GPS, ГЛОНАСС.
Планшет заряджається через microUSB 2.0 роз'єм та мають 3.5 мм роз'єм для підключення навушників і вбудоване FM радіо.